# Guermantes (pel·lícula)
Guermantes és una pel·lícula francesa del 2021 dirigida per Christophe Honoré. S'ha subtitulat al català.

## Sinopsi
A mesura que s'acosta l'estiu del 2020, just després del final del confinament a causa de la pandèmia de la COVID-19, Christophe Honoré reprèn els assajos de la seva obra Le Côté de Guermantes, basada en l'obra homònima de Marcel Proust, amb actors de la Comédie-Française. Però, al cap d'un temps, s'assabenten que l'estrena del Théâtre Marigny s'ha cancel·lat per mesures sanitàries. Els actors decideixen continuar els assajos entre ells i deixar viure la flama del desig.

## Repartiment
- Claude Mathieu
- Anne Kessler
- Éric Génovèse
- Florence Viala
- Elsa Lepoivre
- Julie Sicard
- Loïc Corbery
- Serge Bagdassarian
- Gilles David
- Stéphane Varupenne
- Sébastien Pouderoux
- Laurent Lafitte
- Dominique Blanc
- Yoann Gasiorowski
- Mickaël Pelissier
- Léolo Victor-Pujebet
- Matthieu Mahévas
- Romain Gonzalez
- Olivier Giel
- Christophe Honoré